# Sure (affluent de la Drôme)
Pour les articles homonymes, voir Sûre.
La Sure est un cours d'eau de la Drôme dans la région Auvergne-Rhône-Alpes, et un affluent de la Drôme, donc un sous-affluent du Rhône.

## Géographie
La longueur de son cours d'eau est de 17,5 km.
Elle traverse les quatre communes de :
- dans le sens amont vers aval : Saint-Julien-en-Quint (source), Saint-Andéol, Vachères-en-Quint et Sainte-Croix (confluence).

## Affluent
La Sure a quatre affluents référencés :
- le ruisseau de l'Infernet d'une longueur de 5,3 km ;
- le ravin du Buchiller d'une longueur de 4,6 km ;
- la Chaumette d'une longueur de 1,5 km
- le ruisseau de Vachère d'une longueur de 3,7 km.